# Södermanlands runinskrifter Fv1948;289

Runinskrift Sö Fv1948;289 är en runsten vid Aspa, Ludgo socken. Den upptäcktes vid ett vägarbete 1937. I närheten finns Tingshögen vid Aspa löt och flera andra resta stenar, höjden på den närmast högen är drygt två meter.

## Inskriften
Translitterering av runraden:
ostriþ : lit : -ira : ku(m)... ...usi ÷ at : anunt ÷ auk : raknualt : sun : sin ÷: urþu : ta...ʀ : - (t)an...-...(k)u : ua-u : rikiʀ : o rauniki : ak : snialastiʀ : i : suiþiuþu
Normalisering till runsvenska:
Astrið let [g]æra kum[bl þa]usi at Anund ok Ragnvald, sun sinn. Urðu da[uði]ʀ [i] Dan[mar]ku, va[ʀ]u rikiʀ a Rauningi ok sniallastiʀ i Sveþiuðu.
Översättning till nusvenska:
Astrid lät göra detta minnesmärke efter Anund och Ragnvald, sin son. Blevo döda i Danmark, voro rika i Rauninge och raskast i Svitjod.
Detta är den äldsta kända förekomsten av namnet Svitjod som sedan skulle bli Sverige. Även Danmark står omnämnt liksom den lokala orten Rauninge.  

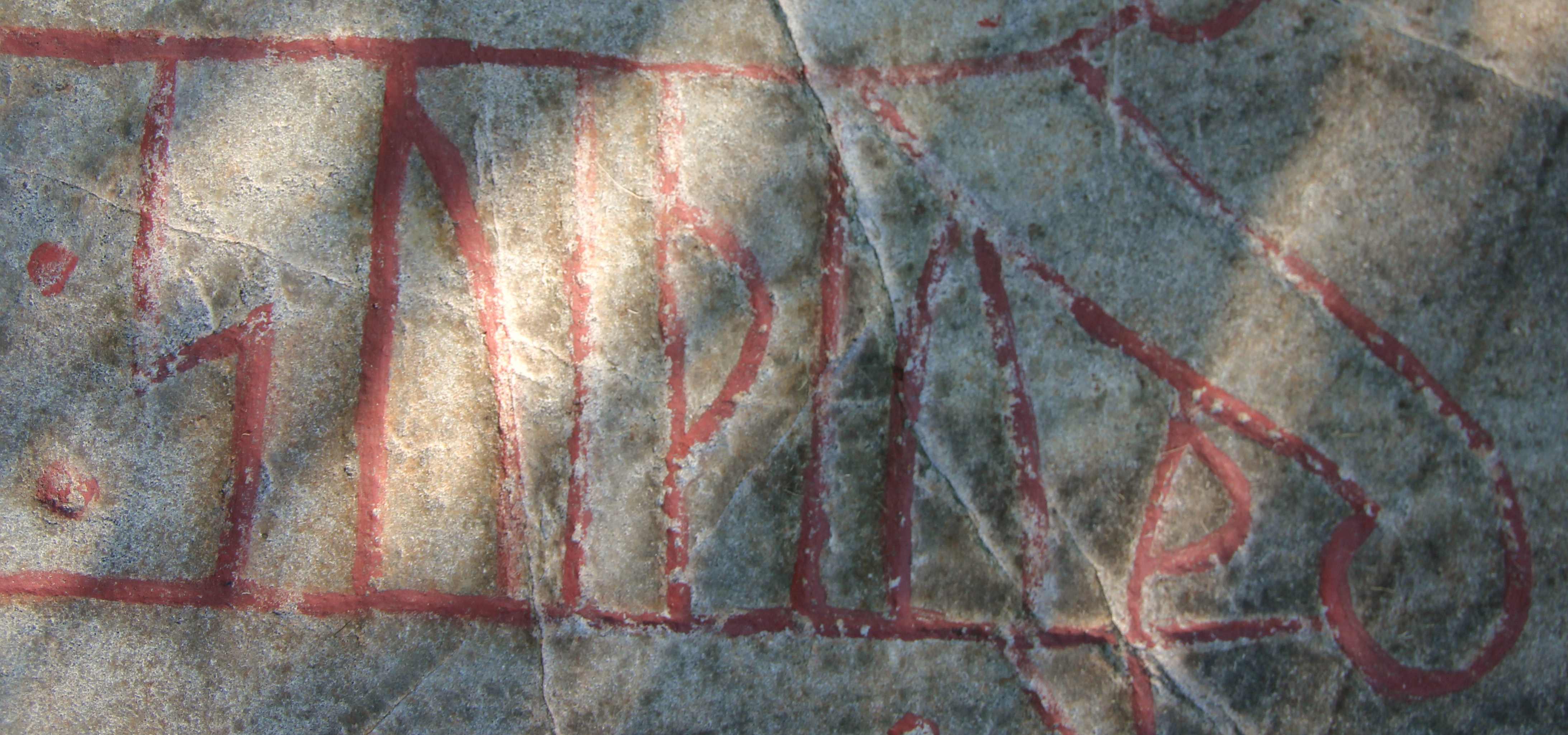
Ordet "Svitjod" på runstenen.